# 習近平視察澳門 (2009年)
2009年習近平視察澳門指時任中共中央政治局常委、中共中央書記處書記、中國國家副主席習近平應澳門特別行政區政府邀請，於2009年1月10日至11日，展開30小時內的視察訪問行程。同時是自澳門回歸後習近平其本人第四次訪問澳門，亦是唯一一次以中央書記處書記兼國家副主席身份訪澳。

## 正式公佈
2009年1月9日，澳門特別行政區政府宣佈應澳門特別行政區政府邀請，習近平將於2009年1月10日抵澳，展開兩天視察訪問行程。

## 陪同人員
- 全國政協副主席、國務院港澳辦公室主任廖暉
- 澳門中聯辦主任白志健
- 廣東省人民政府省長黃華華
- 中共中央辦公廳副主任趙勝軒
- 國務院副秘書長畢井泉
- 商務部副部長姜增偉 [3]。

## 行程

### 2009年1月10日
習近平經關閘抵澳，並發表簡短講話：「我這次到澳門來，正值2009年新年剛過，牛年新春來臨。我這次到澳門來的目的，是看望澳門同胞，向同胞們應對國際金融危機，齊心協力、艱苦奮鬥、鼓勁加油；同時向即將來臨的回歸十周年表示熱烈祝賀。澳門回歸以來，各方面都發生了令人矚目的變化，當前在國際金融危機的衝擊影響下，經濟狀況如何，民生狀況如何，最為中央政府所牽掛。我準備利用在澳訪問的有限時間，多走一走，多看一看，多了解一些情況，多接觸一些居民，深刻地感受一下，親身感受一下澳門回歸以來的深刻變化，進一步了解當前澳門的經濟發展和民生狀況。」 隨後習近平一行抵澳後隨即下榻新竹苑，特區政府公佈將為習近平舉行歡迎晚宴、會見主要官員和各界人士、考察澳門經濟和社會設施、並參觀景點。
當天上午，習近平安排到澳門旅遊塔參觀，在第58層觀光層鳥瞰澳門風光。習近平表示，中央政府會採取政策措施，支持澳門經濟繁榮穩定。習近平在觀光層觀看展板，並聽取劉仕堯匯報澳門城規發展、與鄰近地區交通運輸基建合作等情況。在聽取介紹期間，習近平表示，特區政府作出了很多規劃，但澳門空間始終有限，重要的思路是區域融合：粵港澳融合，一體發展，中央已作出支持，把粵港澳放在一起規劃。他又表示，規劃先行很重要，這樣才會令經濟佈局和建築佈局科學化，此外，在規劃執行中也要加強監督，若執行中超出規劃，就以監督加以制約。 他表示香港和澳門的規劃各有特色，要隨著變化而不斷完善，處理好當前及未來的問題，為發展適度多元化留下空間。另外，也要處理好保護與開發之間的關係，要保護中有開發，開發中有保護，就如路環列為生態保護區般。 對於澳門的規劃發展，他認為在規劃中將歷史特色和現代化相結合是非常重要的。總的而言，中央政府會採取政策措施，支持澳門經濟繁榮穩定，不斷發展，尤其在當前金融危機下，經濟要繼續保持穩定。
習近平在新竹苑接見行政長官何厚鏵。習近平表示，自澳門回歸後，這次是第三次來澳。每次來到澳門，都感覺到澳門的新氣象、新面貌和新變化。他特別提到，當前金融風暴對世界經濟帶來如此強烈的衝撃，澳門經濟仍能基本保持穩定，這個成績得來不易，充分顯示了「一國兩制」的優越性，體現行政長官及澳門特區政府帶領各界人士、也反映全體澳門同胞，有能力和有智慧發展好、管理好澳門。行政長官何厚鏵代表特區政府和全體澳門居民對習近平來澳考察訪問表示熱烈歡迎。他指出，受到全球金融危機的影響，澳門該年的經濟形勢將比較複雜嚴峻，他感謝中央政府在關鍵時刻對澳門的支持，並作出了重大的政策措施；習近平這次訪澳，帶來了重要指示，特區政府將會更努力、也有更大信心面對當前的經濟環境。
當天下午，在行政長官何厚鏵陪同下，習近平看望了兩戶本地家庭，瞭解他們生活、工作和學習的情況，尤其關心金融危機對居民生活的影響。當中姓胡的家庭表示，由於自己是公務員，金融危機對他没有直接影響。但該次金融危機令澳門不少工程停工，對承接裝修工程的私人公司帶來一定的負面影響，幸好特區政府及時推出各項大小工程，減低金融危機帶來的沖擊；隨後習近平贈送胡先生一套紫砂茶具。隨後又探訪同一屋苑一戶姓龍的家庭。龍先生夫婦分別是中、小學教員，有一名在學的兒子，父親已退休。習近平在交談中問及龍老先生的退休生活，又問到本澳的醫療保健制度和平均教育水平，並向龍先生一家贈送一部手提電腦。
習近平亦到訪位於台山的澳門街坊總會綜合服務大樓，了解澳門長者及青少年的生活情況。習近平先到一樓頤駿中心（長者日間護理中心） 參觀，包括物理治療室和長者活動室，與一眾長者親切握手和問候，並一起進行「新春金牛」摺紙活動，親手在「金牛」上貼上寫有「吉祥」之揮春，同時藉此祝願長者和澳人生活愈來愈好，新春愉快及身體健康。 其後到五樓藝駿中心（青少年藝術體育培訓中心），了解青少年練習歌唱情況，以及觀看青少年粵劇培訓班學員排練粵劇「白龍關」，並與學員及老師傾談。最後到六樓禮堂觀看長者排練秧歌舞，習近平與長者們親切交談，致以慰問並希望他們可以生活愉快。 他又表示，街總是主要的愛國愛澳社團，做了大量公益性的工作，在改善民生，豐富群眾文化生活方面作了重要貢獻；他希望本地社團繼續支持特區政府，特別在國際金融危機衝擊的影響下，通過社團團結廣大市民支持特區政府依法施政，把澳門事業愈辦愈好，經濟健康平穩發展，居民生活愈來愈好。習近平又向澳門街坊總會送贈鋼琴及按摩椅。
習近平之後到澳門東亞運動會體育館二樓的國際會議中心，接見澳門各界人士。習近平發表講話表示，澳門回歸祖國之後，在2001年和2005年他當福建省省長和浙江省省委書記期間，曾兩度來澳，每一次都感受到澳門回歸之後的新發展和變化，這次再來，更強烈感受到發展變化的新氣象、新成績，體會到澳門在特區政府務實有為、開拓進取，在各界人士同心同德、齊心協力下，成功地實踐「一國兩制」的方針和基本法，繼續保持了澳門的經濟繁榮、民生改善和社會安定的良好局面，中央政府對此給予充分肯定。 習近平提到，在澳門慶祝回歸五周年時，胡錦濤主席在講話中強調，澳門要以人為本，進一步提高政府的管治水平；集中精力，大力促進經濟持續健康發展；要著眼長遠，培養所需要的各類人才；維護安定，建設一個包容共濟的和諧社會。這四點精神是在澳門實踐「一國兩制」成功經驗的成就，實際也有著強烈的現實意義和長遠意義。他表示中央政府全力支持澳門經濟適度多元化發展，並已決定開發橫琴島，相信橫琴島的開發會對澳門經濟多元化發展提供新的發展空間。
在會見社會各界人士後，習近平一行人參觀澳門東亞運動會體育館，觀看澳門青少年乒乓球訓練及武術運動員訓練，並與運動員親切交談。他表示，澳門人口少，要發展全能體育不是那麼容易，特區政府可著重發展某些體育強項，如武術、乒乓球等。
傍晚時分，澳門特別行政區政府於政府總部舉行歡迎晚宴。習近平發表講話時，代表中央政府和胡錦濤主席，向全體澳門市民致以新春的問候和良好的祝愿。習近平表示，在內地奮勇抗擊雪災和特大地震災害中，澳門同胞傾力相助；在北京奧運火炬傳遞和兩個奧運舉辦期間，澳門同胞激情參與；在奧運金牌選手和航天英雄訪澳時，澳門同胞共慶勝利。這些都充分體現了澳門同胞心繫祖國、血濃於水的愛國情懷。他代表中央政府，向澳門特區政府和澳門同胞表示衷心感謝。習近平表示，2009年是澳門回歸祖國10周年。澳門回歸以來，在行政長官何厚鏵和特區政府領導下，經濟發展，民生改善，社會安定。去年以來，澳門特區妥善處理政制發展問題和基本法第23條立法問題；及時採取有效的政策措施，應對國際金融危機的衝撃，使澳門各項事業取得新的進步。事實充分表明，「一國兩制」、「澳人治澳」、高度自治方針是完全正確的，勤勞智慧的澳門同胞完全能夠把澳門管理好、建設好。習近平同時勉勵澳門各界人士要抓住機遇、奮發進取，為鞏固發展澳門繁榮穩定的局面而團結奮鬥。第一、要堅定信心，迎難而上；第二、要同舟共濟，共克時艱；第三、要著眼長遠，化危為機；第四、要排除干擾，維護穩定。
習近平在出席晚宴前夕，接見澳門特區主要官員，包括行政、立法、司法機構主要負責人，他向特區管治團隊提出三點期望，並勉勵各級官員為特區作出新的成績和貢獻。

### 2009年1月11日
習近平對澳門各主要景點進行參觀，上午抵達大三巴牌坊參觀，其後步行前往澳門博物館逗留20分鐘，再一行步進大炮台俯瞰粵澳兩地景色，並走近群眾，與在場的本地居民、遊客握手問好，並和正在寫生的多名小學生親切交談。習近平表示，澳門人的精神追求民族獨立、追求美好生活，還有包容、開放的寬闊胸懷。
習近平一行人轉往位於氹仔的龍環葡韻住宅博物館參觀，瞭解澳門土生葡人昔日的生活情況。習近平表示，澳門回歸後土生葡人和其他澳門居民共同爲維護澳門繁榮穩定作出重要的貢獻。他希望土生葡人繼續支援特區政府依法施政，共同把澳門經濟社會發展得更加美好。習近平一行參觀期間聽取介紹外，又到海島之家觀看「情傾葡韻－土生葡人圖片展」、觀賞葡萄牙土風舞表演及品嚐葡萄牙小吃。
習近平一行下午參觀位於塔石體育館地面層的青年試館，聽取簡介試館概況，在離開前向青年試館贈送一批書冊，勉勵青少年開卷有益。習近平表示，知識並非全來自書本，澳門這一類中心很有特色，可發展全能教育。他祝願澳門的教育愈辦愈好，希望澳門的青少年健康成長，早日成材。
習近平隨後結束訪澳行程，經跨境工業區邊檢大樓返回北京。他在總結訪澳行程時表示：「我們這次到澳門來，時間很短暫，但是行程緊湊，內容豐富，收獲很大。我對於這兩天和各界人士交流的感受，可以總結為三句話：有困難，有辦法，有希望。 有困難：和內地一樣，澳門也經受著國際金融危機的沖擊和影響，遇到一些在經濟發展、社會民生方面的暫時困難。 有辦法：澳門特區政府採取了一系列應對國際金融危機沖擊影響的措施，各項措施有利、有序、有效。正像內地常講的話──只要精神不滑坡，辦法總比困難多。 有希望：特區政府和澳門各界人士，齊心協力，同心同德應對國際金融危機沖擊和影響，一定會化危為機，克服困難，使澳門的經濟社會繁榮穩定，澳門的明天，經濟、社會將會更加繁榮穩定，澳門居民的生活將更加幸福安康。」 習近平離澳前亦到珠澳跨境工業區參觀，聽取工業園區的總體規劃，沿途觀看展版及圖片，並參觀一間製衣廠，廠方向習近平贈送一件外衣。習近平在參觀時鼓勵加強粵澳合作，尤其是跨境合作，只要粵澳共同合作發展得好，區域合作將大有作為。